# Chronicon mundi
Chronicon mundi es una crónica historiográfica medieval de León y Castilla, escrita por el canónigo de San Isidoro de León Lucas de Tuy en torno a 1238. Su historia abarca el periodo comprendido desde la Antigüedad hasta la conquista de Córdoba en 1236, durante el reinado de Fernando III. Se percibe en la obra del obispo de Tuy, también conocido como el tudense, (1239-1249) la inspiración en la obra de San Isidoro.
La obra, escrita en latín, fue un encargo de Berenguela de Castilla, la madre del rey Fernando, en la que se reúnen datos extractados de otras crónicas posteriores a las de San Isidoro. Con ella, el tudense mantiene la idea unitaria de los reinos cristianos en la península, identificando a los pobladores de sus días con los visigodos anteriores a la invasión musulmana de 711. Es de temática similar a la obra contemporánea, escrita por Rodrigo Jiménez de Rada, arzobispo de Toledo, llamada Rerum in Hispania gestarum chronicon. Estas obras fueron básicas en la posterior redacción de la Estoria de España del rey Alfonso X el Sabio.
El autor utilizó como fuentes los relatos de Isidoro de Sevilla, de Hidacio y Paulo Orosio, además de su propio testimonio o el de otros cronistas de su tiempo, (Sampiro y el Silense) para los sucesos coetáneos.
Hay una edición que fue elaborada por Juan de Mariana, incluida en la Hispania Illustrata que el también jesuita padre Andreas Schott publicó en Frankfurt en 1608;
otra de 1926 en la que Julio Puyol tradujo al castellano la mayor parte de la obra; 
otra de 1999, que Olga Valdés García presentó como su tesis doctoral, 
y otra más de 2003 obra de Emma Falque, basada en los diecinueve manuscritos conocidos.